# Communauté de communes de Montfaucon-Varennes-en-Argonne
La communauté de communes de Montfaucon-Varennes-en-Argonne est une ancienne communauté de communes française, située dans le département de la Meuse et la région Grand Est.
Elle a été créée le 1er janvier 2001.
Elle est dissoute le 31 décembre 2016 pour former la communauté de communes Argonne-Meuse avec la communauté de communes du Centre Argonne.

## Composition
La communauté de communes regroupait 23 communes :
| Nom                          | Code Insee | Gentilé          | Superficie (km2) | Population (dernière pop. légale) | Densité (hab./km2) |
| ---------------------------- | ---------- | ---------------- | ---------------- | --------------------------------- | ------------------ |
| Montfaucon-d'Argonne (siège) | 55346      |                  | 23,61            | 326 (2014)                        | 14                 |
| Avocourt                     | 55023      |                  | 14,66            | 116 (2014)                        | 7,9                |
| Baulny                       | 55033      |                  | 3,91             | 15 (2014)                         | 3,8                |
| Boureuilles                  | 55065      |                  | 21,33            | 120 (2014)                        | 5,6                |
| Brabant-sur-Meuse            | 55070      |                  | 6,90             | 128 (2014)                        | 19                 |
| Charpentry                   | 55103      |                  | 4,41             | 21 (2014)                         | 4,8                |
| Cheppy                       | 55113      |                  | 14,83            | 126 (2014)                        | 8,5                |
| Cierges-sous-Montfaucon      | 55115      |                  | 9,15             | 52 (2014)                         | 5,7                |
| Consenvoye                   | 55124      |                  | 15,85            | 303 (2014)                        | 19                 |
| Cuisy                        | 55137      | Cusaciens        | 5,56             | 53 (2014)                         | 9,5                |
| Épinonville                  | 55174      |                  | 14,06            | 67 (2014)                         | 4,8                |
| Esnes-en-Argonne             | 55180      |                  | 14,76            | 136 (2014)                        | 9,2                |
| Forges-sur-Meuse             | 55193      | Forgerons        | 15,97            | 118 (2014)                        | 7,4                |
| Gercourt-et-Drillancourt     | 55206      |                  | 13,60            | 136 (2014)                        | 10                 |
| Gesnes-en-Argonne            | 55208      |                  | 7,06             | 54 (2014)                         | 7,6                |
| Malancourt                   | 55313      |                  | 16,52            | 68 (2014)                         | 4,1                |
| Montblainville               | 55343      | Montblainvillois | 12,06            | 62 (2014)                         | 5,1                |
| Regnéville-sur-Meuse         | 55422      |                  | 3,81             | 48 (2014)                         | 13                 |
| Romagne-sous-Montfaucon      | 55438      |                  | 15,70            | 194 (2014)                        | 12                 |
| Septsarges                   | 55484      |                  | 8,86             | 47 (2014)                         | 5,3                |
| Varennes-en-Argonne          | 55527      |                  | 11,81            | 663 (2014)                        | 56                 |
| Vauquois                     | 55536      |                  | 8,14             | 20 (2014)                         | 2,5                |
| Véry                         | 55549      |                  | 11,74            | 103 (2014)                        | 8,8                |

## Fonctionnement
Le conseil communautaire est composé de 52 délégués.

### Présidence
- Jean-Marie Lambert (Maire de Varennes-en-Argonne)